# 圣方济各堂 (皮亚琴察)

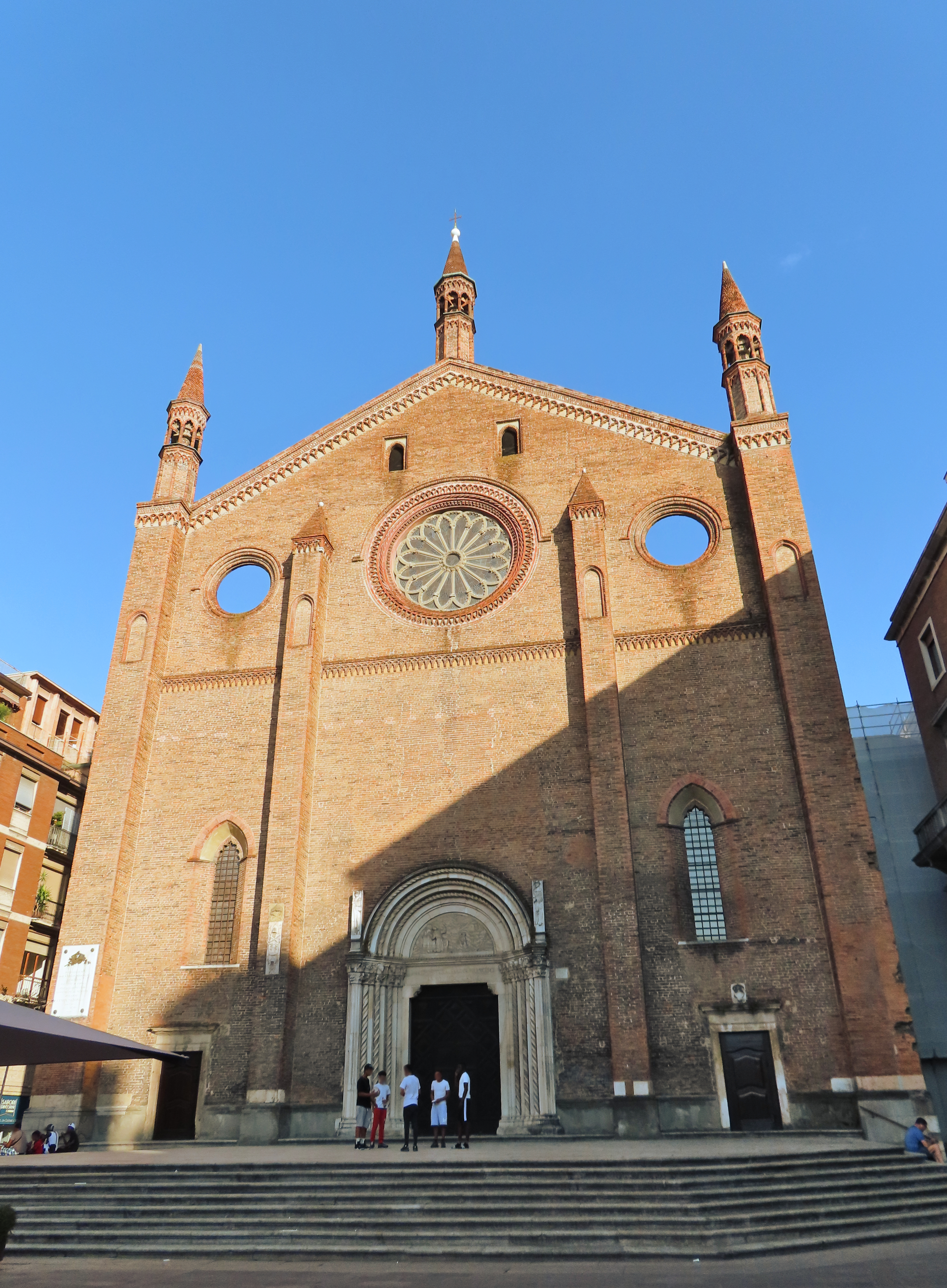
圣方济各堂

圣方济各堂（San Francesco）是意大利皮亚琴察的一座中世纪罗马天主教方济各会教堂，位于市中心的卡瓦利广场，伦巴第哥特式建筑风格。

## 历史
该堂和毗邻的修道院属于方济各会，由皇帝党人 Umbertino Landi捐助，建于1278-1363年。1848年，皮亚琴察并入撒丁王国就是在这座教堂中宣布的。
立面是简单的砖砌结构，有玫瑰窗和尖顶。但是教堂内部装饰许多壁画。附近修道院还保留一个门廊。堂内有14和15世纪壁画。
Giuseppe Sacchini葬在该教堂。